# آنوفکا
آنوفکا (به لاتین: Annovka) یک منطقهٔ مسکونی در روسیه است که در استان آمور واقع شده‌است.